# Ана Хуанг
Ана Хуанг (на английски: Ana Huang) е американска писателка на произведения в жанра съвременен и еротичен любовен роман, и чиклит.

## Биография и творчество
Ана Хуанг е родена на 7 март 1991 г. в Ню Йорк, САЩ. Родителите ѝ са китайско-американски имигранти. Тя посещава часовете по английски за говорещи други езици в детската градина, а майка ѝ я кара да пише измислени истории на английски от петгодишна. Решена да подобри английския си, тя започва да чете всичко, което намери в библиотеката, и става запалена по литературата. Завършва колеж в Шанхай и следва международни отношения.
На шестнадесет години започва да пише първата си книга „Всичко, което никога не съм искала“, романтична комедия за юноши, вдъхновена от тайванския сериал „Градината на падащите звезди“. Три години по-късно тя публикува книгата в социалната платформа за четене Wattpad, където има милиони гледания и хиляди последователи.
През 2020 г. е издаден първият ѝ роман „Ако някога се срещнем отново“ от поредицата „Ако любовта...“. Историята е вдъхновена от преживяванията на писателката в Шанхай и разказва за момче и момиче, които се влюбват докато учат в страната. Връзката им е красива и обещаваща, докато не се появяват доста смущаващи разкрития.
Става световноизвестна по време на ковид пандемията (благодарение на социалните мрежи ТикТок и Goodreads) с еротичната си любовна поредица „Порочни истории“, чийто първи роман „Порочна любов“ е издаден през 2021 г. В историята, Алекс Волков, който е привлекателен и с прокълнато минало, трябва да се грижи за малката сестра на най-добрия си приятел, Ейва Чен. Тя е свободен дух с кошмарно детство, и това сближава двамата, но любовта им ще доведе до разкриване на тайни, които ще унищожат и двамата. Романът става бестселър в списъка на „Ню Йорк Таймс“ и международен бестселър. Следващите книги проследяват любовните истории на различни двойки от един и същ приятелски кръг. Поредицата е преведена на повече от 20 езика и е издадена в над 2 милиона екземпляра по света.
През 2022 г. е издаден романът ѝ „Господар на гнева“ от поредицата „Господари на греха“. Данте Русо, мрачен и арогантен, е свикнал да контролира всичко – в живота и в бизнеса. Докато не среща елегантната и амбициозна Вивиан Лау, дъщеря на врага му, но и красиво изкушение. Те се сближават и споделят както щастливи мигове, така и отдавна заровени тайни.
Хуанг е от писателките, които развиват т.нар. литература „нови възрастни“ (New Adult) – героите са във възрастовата граница 18 – 29 години, а сюжетите се развиват около теми и проблеми, свързани с израстването в това десетилетие.
Ана Хуанг живее в Ню Йорк.

## Произведения

### Самостоятелни романи
- All I've Never Wanted (2020)[1][3]

### Поредица „Ако любовта ...“ (If Love)
1. If We Ever Meet Again (2020)[1][2][3]
2. If the Sun Never Sets (2020)
3. If Love Had A Price (2020)
4. If We Were Perfect (2020)

### Поредица „Порочни истории“ (Twisted)
1. Twisted Love (2021)[1][2][3]
Порочна любов, изд.: „Уо“, София (2022), прев. Галя Евтимова
2. Twisted Games (2021)
Порочни игри, изд.: „Уо“, София (2022), прев. Александра Банкова
3. Twisted Hate (2022)
Порочна омраза, изд.: „Уо“, София (2023), прев. Александра Банкова
4. Twisted Lies (2022)
Порочни лъжи, изд.: „Уо“, София (2023), прев. Александра Банкова

### Поредица „Господари на греха“ (Kings of Sin)
1. King of Wrath (2022)[1][2][3]
Господар на гнева, изд.: „Уо“, София (2023), прев. Александра Микова
2. King of Pride (2023)
Господар на гордостта, изд.: „Уо“, София (2023), прев. Александра Микова
3. King of Greed (2023)
4. King of Sloth (2024)